# メモリアルパーク駅
メモリアルパーク駅（Memorial Park）は、アメリカ合衆国カリフォルニア州ロサンゼルス郡にあるロサンゼルス郡都市圏交通局ロサンゼルス郡都市圏交通局L線の駅である。

## 駅構造
相対式ホーム2面2線。

## 駅周辺
- メモリアルパーク
- アーモニー芸術センター
- ノートン・サイモン美術館
- パシフィックアジアミュージアム
- パサデナミュージアム
- パサデナシビックセンター
- パセオコロラドショッピングセンター

## 歴史
- 2003年7月26日 - 開業

## 隣の駅
ロサンゼルス郡都市圏交通局
■A線
デルマー駅 - メモリアルパーク駅 - レイク駅